# Општина Липково
Општина Липково је једна од 6 општина Североисточног региона у Северној Македонији. Седиште општине је истоимено село Липково.

## Положај
Општина Липково налази се у северном делу Северне Македоније и погранична је са Србијом на северу. Са других страна налазе се друге општине Северне Македоније:
- исток — Општина Куманово
- југ — Општина Арачиново
- југ — Општина Бутел
- запад — Општина Чучер-Сандево

## Природне одлике
Рељеф: Општина Липково налази на источним падинама Скопске Црне Горе. Западни део је изразито планински, док је источни више долински.
Клима у општини је умереноконтинентална са оштријом цртом због планинског карактера општине.
Воде: Општина се налази у сливу Пчиње. Најважнији водоток је Липковска река са истоименим језером, која је у сливу реке Пчиње.

## Становништво
Општина Липково имала је по последњем попису из 2002. г. 27.058 ст., од чега у седишту 2.644 ст (10%). Општина је густо насељена.
Национални састав по попису из 2002. године био је:
|           | Број   | Постотак |
| Укупно    | 27.058 | 100%     |
| Албанци   | 26.360 | 97,4%    |
| Срби      | 370    | 1,4%     |
| Македонци | 169    | 0,6%     |
| остали    | 159    | 0,6%     |

## Насељена места
У општини постоји 22 насељених места, сва са статусом села:
| - Липково - Алашевце - Белановце - Ваксинце - Виштица - Глажња - Гошинце - Думановце | - Злокућане - Извор - Лојане - Матејче - Никуштак - Опае - Оризари - Отља | - Ринковце - Ропалце - Руница - Слупчане - Стража - Стрима |  |